# Исиватари, Дайсукэ
Да́йсукэ Исиватари (яп. 石渡 太輔 Исиватари Дайсукэ, 14 августа 1973, Йоханнесбург, ЮАР) — японский геймдизайнер, известен главным образом как создатель серии файтингов Guilty Gear.

## Биография
Самым первым этапом карьеры Исиватари была работа дизайнера в компании SNK над историческим файтингом The Last Blade, однако известность ему принесло создание серии Guilty Gear во время работы в компании «Arc System Works» (первая игра серии вышла в 1998 году). Исиватари придумал сюжет для Guilty Gear, разработал внешний вид персонажей и озвучил главного героя игры, Сола Бэдгая (Sol Badguy). Являясь фанатом группы Queen, Исиватари включил в серию Guilty Gear большое число отсылок именно к этой группе. Помимо этого, Исиватари создал музыкальное оформление для всей серии. Его композиции в жанрах рок и хеви-метал, использованные в играх как музыкальные темы, выходили отдельными альбомами. Большая часть музыкальных работ Исиватари отличается сложными гитарными риффами и является целиком инструментальной, хотя альбомы Guilty Gear XX in LA и Guilty Gear XX in NY включают перезаписанные с вокалом популярные композиции из игры. Другой областью работы Дайсукэ Исиватари над игровой серией стал дизайн обложек книг Lightning the Ardent и The Butterfly and Her Gale, а также обложек CD-дисков (drama CD) Guilty Gear Side Red & Black — материалов, поясняющих и дополняющих общий сюжет игр.
Менее значительным шагом в карьере Исиватари является его работа в качестве дизайнера над малоизвестной за пределами Японии стратегией в реальном времени Sangokushi Taisen, выпущенной в 2005 году компанией «Sega». Для этой игры Исиватари разрабатывал дизайн персонажа Ма Дая. Кроме того, он озвучивал персонажа по имени Фрид Велез (Freed Velez) в полутрёхмерном файтинге Battle Fantasia от «Arc System Works» (март 2007 года), а также написал музыку к игре «BlazBlue: Calamity Trigger», выпущенной той же компанией.

## Дискография

### Альбомы
- «BlazBlue: Calamity Trigger Original Soundtrack» (2008)
- «Guilty Gear Original Sound Collection» (21 мая 1998)
- «Guilty Gear X Original Sound Track» (20 сентября 2000)
- «Guilty Gear X Heavy Rock Tracks ~ The Original Soundtrack of Dreamcast» (17 января 2001)
- «Guilty Gear X Rising Force Of Gear Image Vocal Tracks -Side.I ROCK YOU!!-» (16 мая 2001)
- «Guilty Gear X Rising Force Of Gear Image Vocal Tracks -Side.II SLASH!!-» (16 мая 2001)
- «Guilty Gear X Rising Force Of Gear Image Vocal Tracks -Side.III DESTROY!!-» (16 мая 2001)
- «Guilty Gear XX Original Soundtrack» (24 июля 2002)
- «Guilty Gear Series Best Sound Collection» (21 января 2003)
- «Guilty Gear XX Sound Alive» (19 марта 2003)
- «Guilty Gear Isuka Original Soundtrack» (21 марта 2004)
- «Guilty Gear XX in L.A. Vocal Edition» (19 мая 2004)
- «Guilty Gear XX in N.Y Vocal Edition» (23 сентября 2004)
- «Guilty Gear Sound Complete Box» (23 ноября 2005)
- «Guilty Gear 2 Overture Original Soundtrack Vol.1» (5 декабря 2007)
- «Guilty Gear 2 Overture Original Soundtrack Vol.2» (1 января 2008)
- «Aksys Games 2008 Promotional CD» (5 июля 2008)
- «Guilty Gear XX Λ Core — Secret Gig» (2008)
- «Hard Corps: Uprising» (2011)
- «GUILTY GEAR Xrd -SIGN- ORIGINAL SOUND TRACK» (2015)
- «GUILTY GEAR Xrd -REVELATOR- ORIGINAL SOUND TRACK» (2016)
- «GUILTY GEAR Xrd REV 2 ORIGINAL SOUND TRACK» (2017)
- «GUILTY GEAR -STRIVE- ORIGINAL SOUNDTRACK ｢Necessary Discrepancy｣» (2022)